# The Bears for Lunch
| Recensione     | Giudizio |
| -------------- | -------- |
| Piero Scaruffi | [ 1 ]    |
| All Music      |          |
| Ondarock       |          |
| Pitchfork      |          |
| Metacritic     | [ 2 ]    |

The Bears for Lunch è il 19° album in studio del gruppo musicale statunitense Guided by Voices, il terzo nel solo 2012.

## Tracce
Testi e musiche di Robert Pollard, escluso dove diversamente indicato.
1. King Arthur The Red – 2:15
2. The Corners Are Glowing (Tobin Sprout) – 3:02
3. Have A Jug – 1:09
4. Hangover Child – 2:58
5. Dome Rust – 1:10
6. Finger Gang – 1:51
7. The Challenge Is Much More – 1:49
8. Waving At Airplanes (Sprout) – 3:14
9. The Military School Dance Dismissal (Greg Demos, Pollard) – 2:07
10. White Flag – 2:15
11. Skin To Skin Combat (Sprout) – 3:43
12. She Lives In An Airport – 2:44
13. Tree Fly Jet – 2:46
14. Waking Up The Stars (Sprout) – 2:14
15. Up Instead Of Running – 2:13
16. Smoggy Boy – 0:35
17. Amorphous Surprise – 2:00
18. You Can Fly Anything Right – 1:55
19. Everywhere Is Miles From Everywhere – 3:05

Durata totale: 43:05

## Formazione
- Robert Pollard
- Tobin Sprout
- Greg Demos
- Mitch Mitchell
- Kevin Fennell